# Fausto (película)
Fausto – una leyenda popular alemana (título original: Faust – eine deutsche Volkssage) es una película muda alemana de 1926 de la UFA dirigida por F.W. Murnau. Protagonizada por Gösta Ekman (sénior) como Fausto, Emil Jannings como Mefisto (Mefistófeles), Camilla Horn como Gretchen/Marguerite, Frida Richard como su madre, William Dieterle como su hermano y Yvette Guilbert como Marthe Schwerdtlein. 
Murnau se basa en los cuentos tradicionales de la figura de Fausto recogidos en la obra dramática de Goethe. Fue la última película de Murnau en Alemania, pues al acabarla inmediatamente se trasladó a EE. UU. para dirigir la película Amanecer.

## Reseña
Fausto es un sabio, venerable y bondadoso anciano que estipula con Mefisto, para librar al pueblo en que habitaba de una horrenda peste que diezmaba sin que quedara familia sana. Con el tiempo Fausto se corrompe, tentado por la juventud eterna y gracias a la influencia y promesas de Mefisto quien termina traicionándolo cruelmente. Hasta que encuentra  una joven llamada Gretchel, bella y cándida, y se enamora de ella. Mefisto había pactado con el arcángel que si le robaba el alma a Fausto le daría la tierra, ya que según el propio diablo, ningún hombre se resiste al mal.
La película reproduce el ritmo teatral clásico de la historia de Goethe.

## La historia
El demonio Mefistófeles hace un pacto con un arcángel según el cual si logra atraer hacia el mal al filósofo y alquimista Fausto y le quita lo que hay de divino en él, el Diablo ganará el dominio sobre toda la Tierra.
El demonio extiende una plaga por la aldea donde vive el sabio. Aunque Fausto reza, la gente muere a todas horas. Cuando ya está desesperado, aparece Mefistófeles con un trato: servirle a Fausto durante un día completo para que pruebe los poderes del mal, pudiendo después volver a la normalidad si es que no deseaba seguir en la posesión de dichos poderes al final del día. Fausto firma el contrato con su sangre y empieza a curar a los enfermos, pero éstos lo rechazan al darse cuenta de que no puede actuar delante de una cruz.
Más tarde, Fausto hace un nuevo pacto con Mefistófeles, que le ofrece placeres terrenales y juventud eterna a cambio de su alma inmortal. El demonio lo lleva a la Noche de Walpurgis celebrada en la Bald Mountin. Allí, Fausto cierra el trato de forma permanente, pues su día se acababa y deseaba la juventud por un tiempo más para conquistar a una mujer. De esa manera su alma pasó a pertenecer a Mefistófeles para siempre. Pero Fausto pronto se cansa de andar errante y decide volver a su hogar. Allí se enamora de Gretchen. Mefistófeles ve en ello una oportunidad para llevar a ambos a la perdición, por lo que urde un plan en el que Fausto se ve entrometido en una pelea con el hermano de su amada, la cual acaba con la muerte de este último. Ayudado por el demonio, huye dejando a Gretchen sola y, aunque él no lo sabe, embarazada. 
Gretchen es condenada por el pueblo a causa de su pecado. Desde entonces se ve obligada a vivir en la calle con el bebé y, en una tormenta de nieve, su hijo muere. Acusada de asesinar al niño, es llevada a la hoguera. Fausto se entera de lo que está pasando y exige a Mefistófeles ir allí, a la vez que maldice la juventud recibida, que solo le trajo desgracias. Llega cuando comenzaba a encenderse la pira. El demonio, aprovechando la maldición que Fausto había proferido antes de partir a donde estaba Gretchen, lo vuelve viejo otra vez. No obstante, Fausto se abre paso entre la multitud y llega a donde estaba la hoguera, con su amada allí. Los dos amantes se abrazan por última vez mientras el fuego los consume.
Mefistófeles le exige al arcángel la posesión de la Tierra, mostrándole el contrato que Fausto había firmado. El ángel le revela que en realidad no ganó la apuesta, pues hay una palabra que al final logró superponerse al logro de sus propósitos: AMOR.

## Efectos especiales
Los efectos especiales son característicos en esta película, como en la escena en que el refinado malévolo Mefisto es presentado como un ser alado “draculiano” gigante, con cuernos envolviendo a la ciudad con sus alas y esparciendo una plaga que desencadena los siguientes acontecimientos del rodaje, o una de las iniciales de la película en la que, aparentemente, los jinetes del apocalipsis llegan en carruaje desde el infierno.
De igual importancia, la técnica fotográfica y de imagen, la utilización necesaria del blanco y negro y del contraste fuerte entre las zonas ensombrecidas y las iluminadas, para destacar el dramatismo histriónico e incluso los cambios climáticos. Las imágenes muestran influencias del Cine expresionista alemán (El gabinete del doctor Caligari) y de la pintura romántica.

## Producción
Fue la producción más costosa de la UFA costando dos millones de marcos hasta que Metrópolis la superó al año siguiente. Solo la mitad del coste se recuperó en taquilla, por lo que fue un gran fracaso. Fausto tuvo además una gran influencia en las películas posteriores, sobre todo desde el punto de vista de los efectos especiales. La mayoría de las escenas se filmaron más de una vez. Por ejemplo, una escena en la que escriben en un pergamino, tomó un día entero de rodaje.

## Montajes
Al ser una película del año 1926, hay muchos montajes diferentes, y algunos de ellos son del propio Murnau. Se conocen al menos cinco montajes antiguos: uno con los rótulos en alemán original, otro diferente en francés, otro alemán más tardío y dos de Murnau para la MGM y el mercado estadounidense.